# NGC 6782
NGC 6782 (другие обозначения — PGC 63168, ESO 142-1, FAIR 57, IRAS19195-6001) — спиральная галактика с перемычкой (SBa) в созвездии Павлин.
Этот объект входит в число перечисленных в оригинальной редакции «Нового общего каталога».